# Miahuatlán (municipalité)
La municipalité de Miahuatlán est l'une des 212 municipalités de l'État de Veracruz, et est située dans la partie centrale de cet État. Située à l'ouest du golfe du Mexique, la municipalité est assise sur les contreforts de la Sierra Madre orientale, et se trouve à cheval entre deux bassins versants, celui du fleuve Río Actopan au sud, et celui du fleuve côtier Río Misantla au nord. Son chef-lieu est la ville éponyme de Miahuatlán. Elle appartient à la région administrative de Capital, qui est une des 10 subdivisions administratives de l'État de Veracruz, et qui comprend la capitale étatique, Xalapa.

## Géographie
La municipalité de Miahuatlán s'étend du nord au sud entre le bassin versant du fleuve côtier Río Misantla au nord, dont un des affluents forme la limite nord-ouest, et celui du fleuve Río Actopan au sud, que la rivière Río Pies, affluent indirect du  Río Actopan, traverse pour partie. Elle est assise sur la Sierra de Chiconquiaco, qui est un prolongement à l'est du massif de la Sierra Madre orientale, et son altitude oscille entre 900 et 2100 mètres. Son chef-lieu, la ville éponyme de Miahuatlán, se trouve dans la partie sud de son territoire, sur la rive nord-est du Río Pies. Ce territoire couvre une superficie de 29,4 km2, et était peuplé en 2020 de 4841 habitants, pour une densité de 164,8 habitants par km2.
Cette municipalité est limitrophe au nord de celle de Misantla, à l'ouest de celle de Tonayán, au sud de celle de Naolinco, et à l'est de celles d'Acatlán et de Landero y Coss.

## Composition et démographie
La municipalité était composée en 2020 de 13 localités, dont une seule était considérée comme urbaine, les autres étant rurales.
| Localité            | Population |
| ------------------- | ---------- |
| Miahuatlán          | 3667       |
| Dos Jacales         | 370        |
| Cumbre de Jonotal   | 285        |
| Yerbabuena          | 135        |
| Carolino Anaya      | 105        |
| Reste des localités | 279        |
| Total population    | 4841       |

En plus de l'espagnol, plusieurs langues amérindiennes sont parlées dans la municipalité, dont les principales sont par ordre d'importance : l'otomí, le mixe, le mazatèque et le nahuatl.

## Économie

### Agriculture et élevage
La superficie des parcelles semées représentait en 2021 une surface totale de 586,9 hectares, parmi lesquels 495 hectares étaient voués à la culture du maïs, 75,9 hectares étaient voués à la culture du caféier, et 16 hectares étaient voués à celle de la pomme de terre.
En 2021, la production de viande par tonnes comprenait 189,6 tonnes de viande bovine, 192,5 tonnes de viande porcine, 15,9 tonnes de viande ovine, 3,9 tonnes de viande caprine, 11,1 tonnes de volailles, et 3,2 tonnes de dinde. La superficie vouée à l'élevage représentait alors 257 hectares.